# Nikolaj Denkow

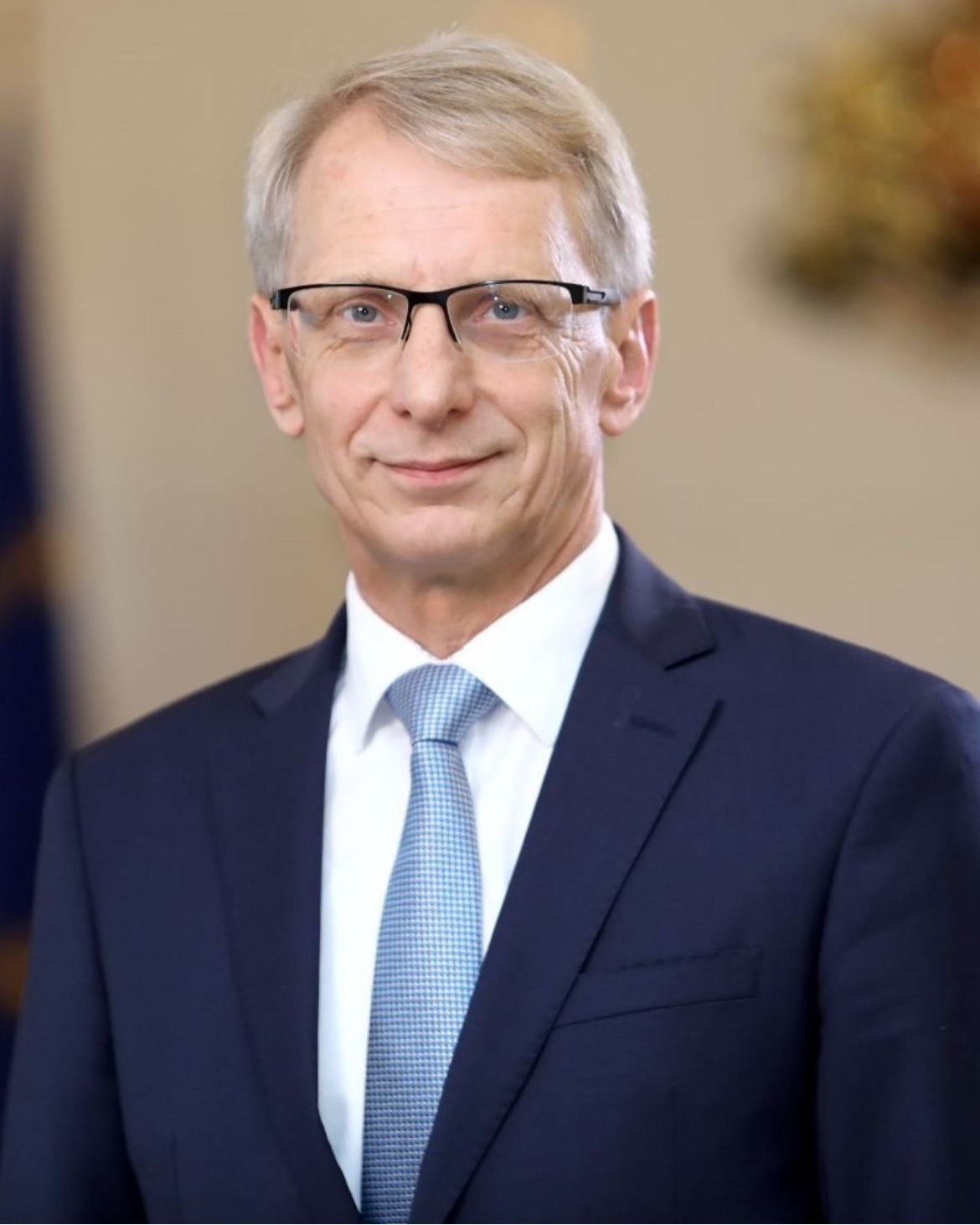
Nikolaj Denkow (2023)

Nikolaj Denkow Denkow (bulgarisch Никола́й Де́нков Де́нков, englisch Nikolay Denkov Denkov; * 3. September 1962 in Stara Sagora, Bulgarien) ist ein bulgarischer Politiker und war vom 6. Juni 2023 bis zum 9. April 2024 Ministerpräsident der Republik Bulgarien. Denkow ist Physiker, Physikochemiker und Chemiker. Er ist Mitglied der Bulgarischen Akademie der Wissenschaften und Dozent an der Universität Sofia. Er ist Mitglied der Partei Wir setzen den Wandel fort. 

## Leben
Nikolaj Denkow wurde am 3. September 1962 in der thrakischen Stadt Stara Sagora geboren. Nach der Grundschule zog er in die bulgarische Hauptstadt Sofia, wo er das Abitur am Nationalen Gymnasium für Naturwissenschaften und Mathematik 1980 abschloss. Dem folgte ein Magisterstudium der Chemie und Pharmazie an der St.-Kliment-Ohridski Universität Sofia, das er 1987 beendete. 1993 verteidigte er seine Dissertation und erlangte den Doktortitel. Seit 1997 ist Denkow außerplanmäßiger Dozent und seit 2008 Professor für Physikalische Chemie an der Universität Sofia. Zwischen 2008 und 2015 war er Leiter der Fakultät für Technische Chemie und Direktor des Masterstudiengangs Disperse Systems in Chemical Technologies an der Fakultät für Chemie und Pharmazie der Universität Sofia. Seit 2007 ist er promovierter Chemiker. Er spezialisierte sich in Japan sowie an der Universität Uppsala in Schweden und arbeitete als leitender Wissenschaftler in den Forschungsinstituten privater Unternehmen wie Unilever (USA) und Rhône-Poulenc (Frankreich).
Denkow war zwischen 2012 und 2013 Mitglied in verschiedenen Arbeitsgruppen im Ministerium für Bildung und Wissenschaft sowie im Ministerrat. Er beteiligte sich aktiv an der Entwicklung des Konzepts des Operationellen Programms Wissenschaft und Bildung für intelligentes Wachstum und an den Diskussionen für das Partnerschaftsabkommen für 2013 bis 2020 zwischen der Republik Bulgarien und der Europäischen Kommission.
Von August 2014 bis April 2016 war Denkow stellvertretender Minister für Bildung und Wissenschaft in der Regierung Borissow II, zuständig für Hochschulbildung und die Europäischen Strukturfonds, einschließlich der Umsetzung des Operationellen Programms Wissenschaft und Bildung für intelligentes Wachstum. Vom 27. Januar 2017 bis 4. Mai 2017 war er Interimsminister für Bildung und Wissenschaft in der Interimsregierung Gerdschikow.
Für seine Forschungsleistungen wurde Denkow 2019 der Solvay-Preis der European Colloid and Interface Society (ECIS) verliehen und er wurde zum ordentlichen Mitglied der Academia Europaea gewählt. 2010 wurde ihm vom bulgarischen Ministerium für Bildung und Wissenschaft die höchste nationale Auszeichnung „Pythagoras“ für wissenschaftliche Leistungen verliehen. 2013 erhielt er die Ehrenmedaille mit blauem Band der Universität Sofia.
Zwischen dem 12. Mai 2021 und 13. Dezember 2021 war er während der COVID-19-Pandemie erneut Interimsminister für Bildung und Wissenschaft in den kommissarischen Regierungen Janew I und Janew II. Als nach der Parlamentswahl im November 2021 die Partei Wir setzen den Wandel fort (PP) die stärkste Parlamentsfraktion wurde und eine Koalitionsregierung bilden konnte, wurde Denkow zum Bildungsminister im Kabinett von Kiril Petkow gewählt.
Nach der Parlamentswahl in Bulgarien 2023 wurde Denkow von der zweitstärksten parlamentarischen Fraktion, die der Koalition Wir setzen den Wandel fort-Demokratisches Bulgarien (PP-DB), als Ministerpräsident vorgeschlagen. Am 6. Juni 2023 wurde er schließlich als Ministerpräsident angelobt. Er stand der Regierung Denkow vor. 
Am 6. März 2024 reichte er, wie während der Regierungsbildung vereinbart, seinen Rücktritt als Regierungschef ein. Dieser erfolgte schließlich zum 9. April 2024.